# Mario Cotelo
Mario Gutiérrez Cotelo (* 10. Februar 1975 in Langreo) ist ein ehemaliger spanischer Fußballspieler.

## Spielerkarriere

### Die Anfänge
Der gebürtige Asturier Mario Cotelo stammt aus der Jugend von Sporting Gijón. Nach drei Jahren im B-Team der Asturier gelang ihm im Jahre 1996 der Sprung in die erste Mannschaft. In seiner ersten Profispielzeit war er an den damaligen Zweitligisten CD Badajoz ausgeliehen, bei dem er sich sofort einen Stammplatz erspielen konnte. Nach seiner Rückkehr zum mittlerweile abgestiegenen und ebenfalls in der Segunda División spielenden Sporting spielte er auch dort meist in der Startelf und kam auf 162 Einsätze.

### Sevilla & Folgen
Im Jahr 2001 bekam er die Möglichkeit erstmals in seiner Karriere erstklassig zu spielen und so zog es Mario Cotelo zum Aufsteiger FC Sevilla, wo er unter Coach Joaquín Caparrós lediglich in fünf Ligaspielen eingesetzt wurde. So kam es, dass der Asturier für die Rückrunde der Saison 2002/2003 an Segunda División - Club UD Las Palmas ausgeliehen war. Dort fand er zu alter Stärke zurück. Im Sommer 2003 zogen Spieler und Verein die Konsequenzen aus dem misslungenen Engagement und Mario Cotelo ging zum Zweitligisten FC Getafe.

### Getafe CF
Mit dem Madrider Vorstadtclub gelang 2003/2004 der Aufstieg in die erste Liga, wo Mario Cotelo bisher über 100 Mal gespielt hat. Unter anderem erreichte er mit seiner Mannschaft und unter Leitung des deutschen Trainers Bernd Schuster im Jahr 2007 das spanische Pokalfinale, unterlag jedoch dem FC Sevilla mit 0:1. In der Saison 2007/2008 spielt Mario Cotelo mit seiner Mannschaft erstmals im UEFA Cup. In der Saison 2008/09 wurde er nicht mehr berücksichtigt und kam am Saisonende nur zu zwei Kurzeinsätzen. Anschließend beendete er seine Laufbahn.

## Erfolge
- Aufstieg in die Primera División mit FC Getafe 2003/2004